# Ignaz Heinrich von Wessenberg
Ignaz Heinrich Karl, Freiherr von Wessenberg (né le 4 novembre 1774 à Dresde, mort le 9 août 1860 à Constance) est un théologien catholique éclairé, issu de la noblesse souabe. Son frère est le ministre autrichien Johann von Wessenberg.

## Biographie
Ignaz Heinrich von Wessenberg étudie la théologie à Augsbourg, Dillingen, Wurtzbourg et Vienne. En 1801, il est nommé par le prince-évêque Charles-Théodore de Dalberg, vicaire général du diocèse de Constance. Il devient prêtre en 1812. Lors du Congrès de Vienne, à la demande de Dalberg, il s'efforce, en partisan du joséphisme, à l'établissement d'une église catholique allemande dirigé par des Allemands. Par conséquent, le pape refuse sa nomination comme coadjuteur en 1814 et administrateur en 1817. Jusqu'à la dissolution du diocèse de Constance en 1821, le gouvernement de Bade le soutient dans l'exercice de ses fonctions. Le pape lui refuse ensuite l'accès au nouvel archidiocèse de Fribourg-en-Brisgau.
Ignaz Heinrich von Wessenberg s'investit pour la ville de Constance et est reconnu citoyen d'honneur de Constance le 28 juillet 1832.
À sa mort, il est enterré dans la Cathédrale Notre-Dame de Constance. Il fait don de sa collection d'œuvres d'art au grand-duc Frédéric Ier de Bade qui en retour donne 20 000 florins pour la charité et crée un musée à Constance.
Wessenberg a écrit environ 470 publications. Sa vaste bibliothèque personnelle de plus de 20 000 volumes a quitté le centre-ville de Constance pour être installée à l'Université. Un institut Wessenberg est créé. Depuis les années 2000, la bibliothèque de Wessemberg constitue au sein de la bibliothèque universitaire un fonds bien distinct, ouvert à des fins de recherche.

## Œuvres
- Ignaz Heinrich von Wessenberg, Considérations sur l'état actuel de l'instruction publique du clergé catholique en France et en Allemagne : par un ancien Grand-Vicaire, Zürich, chez Orell, Fussli et Comp., 1812, 31 p. (lire en ligne).